# 涅斯托尔·索科洛夫斯基
涅斯托尔·费奥多罗维奇·索科洛夫斯基（1902年11月9日—1950年11月13日）是白俄罗斯作曲家。白俄罗斯苏维埃社会主义共和国国歌由他作曲，其旋律仍为今天白俄罗斯国歌所沿用。